# Радзимовський Євген Іванович
Євген Іванович Радзимовський (4 грудня 1905 — 23 травня 1975) — учений в галузі інженерної механіки. Народився в селі Северинівка, син біологині Валентини Радзимовської.

## Біографія
В 1927 році закінчив механічне відділення Київського політехнічного інституту зі званням інженера-механіка, з 1930 його доцент, з 1937 — керівник кафедри проєктування вантажопідйомних машин, одночасно старший науковий співробітник Інституту механіки АН УРСР, керівник проектного бюро Інституту будівельної механіки (червень 1941) .
У 1940 році досліджував механізми втомлюваності сталі.
У 1943 виїхав з Києва на захід, переїхавши до Словаччини. У 1944–1945 - доцент Братиславського політехнічного інституту. В кінці війни евакуювався до Німеччини. З 1946 професор Інтернаціонального Університету в Мюнхені й УТГІ, де захистив дисертацію (1947) і став  доктором технічних наук. Із 1950 у США, де працював в Іллінойському Університеті (з 1959 його професор).
Євген Радзимовський — автор понад 60 наукових праць з галузі інженерної механіки, має кілька патентів у Сполучених Штатах. Праці Радзимовського зробили внесок у таких розділах інженерної механіки: теорії витривалості при змінних контактних напруженнях, гідродинамічної теорії змащування, динамічної міцности шрубових з'єднань, теорії ефективності планетарних трансмісій, аналізу й синтезу неевольвентного трибового профіля, динаміки трибових трансмісій, зубчаті передачі тощо.
Деякі ідеї Радзимовського використовувалися для обладнання космічних кораблів. Крім викладання і дослідницької роботи був консультантом з питання будівництва машин на великих індустріальних підприємствах у Сполучених Штатах і Канаді[джерело?].
Дружина — Тетяна Терновська-Радзимовська, донька — Валентина.

## Нагороди та членство в товариствах
- Премія АН УРСР за працю «Зовнішні напруги при динамічному навантаженні»(1940)
- Премія Американського товариства інженерних механіків (1969)
- Премія Американського товариства інженерних механіків за роботу по проектуванню машин(1972)
- Дійсний член НТШ
- Член Американської асоціації сприяння розвитку науки
- Член Іллінойської Академії наук
- Член Української студентської асоціації при Іллінойському Університеті [4]
- Член товариства українських інженерів Америки [5]

## Роботи

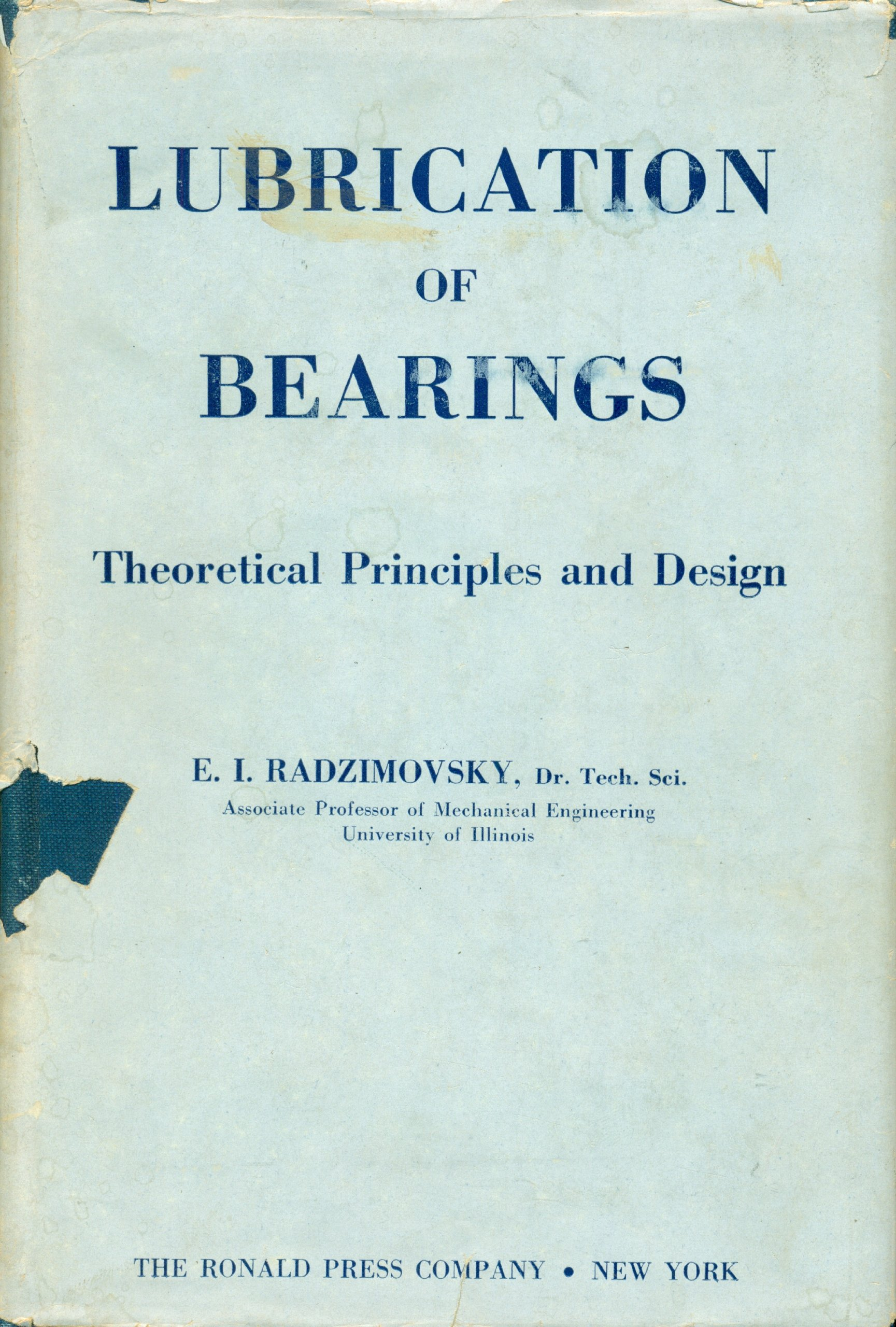
Обкладинка книги Євгена Радзимовського "Lubrication of Bearings Theoretical Principles and Design " 1959 рік.

Автор декількох книжок та понад 50 статей з інженерної механіки.
- Efficiency of Gear Transmissions with Flexibly Connected ... Eugene Radzimovsky, ‎W. E. Broom, ‎American Society of Mechanical Engineers - 1972
- Stress distribution and strength condition of two rolling cylinders pressed together (Illinois. University. Engineering Experiment Station. Bulletin series) Eugene Ivan Radzimovsky ‎ – 1953
- Lubrication of Bearings: Theoretical Principles and Design (New York: Ronald Press, c1959)
- Lubricating Film Thickness and Load Capacity of Spur ... Don W. Dareing, ‎Eugene Radzimovsky, ‎American Society of Mechanical Engineers - 1963 - ‎
- ASME 69-WA/DE-11 Alan O. Lebeck, ‎Eugene Radzimovsky, ‎American Society of Mechanical Engineers - 1969
- Instantaneous Efficiency and Coefficient of Friction of an ... Eugene Radzimovsky, ‎A. Mirarefi, ‎W. E. Broom - 1972
- Vorlesungen über Maschinenelemente Eugene Radzimovsky - 1947
- Radzimovsky, E.: Schraubenverbindungen bei veränderlicher Belastung, Augsburg: Manu-Verlag und Verlag für Fachschrift 1949.
- E. I. Radzimovsky, Report of Institute of Appl. Mech. of Academy of Sciences of Ukrainian SSR, 1940 (Unpublished).
- E. I. Radzimovsky, "A Simplified Approach for Determining Power Losses and Efficiency of Planetary Gear Drives", Machine Design 28, no. 3, 1956, pp. 101-110.
- E. I. Radzimovsky, "Power Losses and Efficiencies of Planetary Gear Drives," Machine Design, February 8, 1956, pp. 101-110.
- E. I. Radzimovsky, "A simplified approach for determining power losses and efficiency of planetary gear drives", Mach Design 1956; 9: 101–110.
- Radzimovsky, E. I.: Näherungswerte der Wirkungsgrade von Planetcngct rieben. Konstruktion Bd. 8 (1956) S. 434—435.
- E. I. Radzimovsky, "Planetary Gear Drives," Machine Design, June 11, 1959, pp. 144-153.
- E. I. Radzimovsky, "How to find efficiency, speed, and power in planetary gear drives", Mach Design 1959; 11: 144–153.
- E. I. Radzimovsky, "Planetary Gear Drives," Machine Design 32, September 15. 1960, dd. 190-197.
- D. W. Dareing and E. I. Radzimovsky, "Lubricating Film Thickness and Load Capacity of Spur Gears: Analytical Investigation" (submitted to ASME in December, 1961).
- Dareing, D.W. and Radzimovsky, E.I., (1962), “Influence of Misalignment on Roller Bearing Loads and Bearing Life Expectancy,” Jersey Production Research Company, Tulsa, OK.
- Discussion: “Experimental Investigation of the Minimum Oil-Film Thickness in Spur Gears” (Dareing, D. W., and Radzimovsky, E. I., 1963, ASME J. Basic Eng., 85, pp. 451–455)
- D. W. Dareing, E. I. Radzimovsky, "Experimental Investigation of the Minimum Oil-Film Thickness in Spur Gears", Department of Mechanical Engineering, University of Illinois, Urbana, Ill, 1963.
- E. I. Radzimovsky, "Bolt Design for Repeated Loading," Machine Desiqn, 135-46, November, 1952.

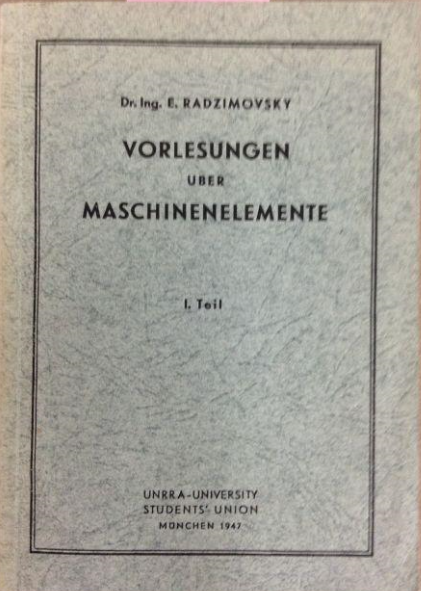
Обкладинка книги "Vorlesungen über Maschinenelemente", 1947 рік.

- R. Wayne Adkins, E. I. Radzimovsky "Lubrication Phenomena in Spur Gears: Capacity, Film Thickness Variation, and Efficiency", J. Basic Eng 87(3), 655-663 (Sep 01, 1965) (9 pages).
- Larson, D. S. and Radzimovsky, E. I., The Strength of Bolted Assemblies Subjected to Combined Dynamic Loads. Presented at Society of Automotive Engineers Mid-Year Meeting, Detroit, Michigan (June 6-10, 1966).
- A. O. Lebeck and E. I. Radzimovsky "The Synthesis of Tooth Profile Shapes and Spur Gears of High Load Capacity", J. Eng. Ind 92(3), 543-551 (Aug 01, 1970) (9 pages).
- Lebek, A.O., Radzimovsky E.I. The synthesis of profile shapes and spur gears of high load capacity // Trans. ASME. – 1970. – Vol. B 92, No. 3. – P. 543-551.
- Variation of coefficient of friction during the engagement cycle in a low spead gearing [Текст] = Варіація коефіцента тертя протягом індивідуального періоду зачеплення в трибових трансформаціях малої швидкості / E. Radzimovsky, A. Mirarefi // Наукові записки : історична література / Укр. техн.-госп. ін-т. - Мюнхен : Logos, 1971-1972 = Wissenschaftliche Mitteilungen. - Вип. 22. - С. 120-138
- Radzimovsky E. I. Mirarefi A. and Broom W. E. « The instantaneous efficiency and coefficient of friction of an involute gear » ASME, Coif. AndInt. Syrup. On gearing and Transmission. New York 1972
- R. Kasuba, E. I. Radzimovsky, "A Multi-Purpose Planetary Gear Testing Machine for Studies of Gear Drive Dynamics, Efficiency, and Lubrication", J. Eng. Ind 95(4), 1123-1130 (Nov 01, 1973) (8 pages).
- E. I. Radzimovsky, A. Mirarefi, W. E. Broom, "Instantaneous Efficiency and Coefficient of Friction of an Involute Gear Drive" J. Eng. Ind 95(4), 1131-1138 (Nov 01, 1973) (8 pages)
- Mirarefi A. and Radzimovsky E. I. « Effect of torsional vibration on the efficiency and coefficient of friction in gear transmission systems » ASME Design Coif., New York, Oct. 1974
- Radzimovsky E. I. Mirarefi A. « Dynamic behaviour of gear systems and variations of coefficient of friction and efficiency during the engagement cycle » ASME J. Eng. Ind. 1975, Vol. 97, No. 4, pp.1247-1281.